# Plata o plomo (singolo)
Plata o plomo è un singolo dei rapper norvegesi Gilli e A'typisk, pubblicato il 19 settembre 2019. 

## Tracce
1. Plata o plomo – 2:45